# Reykjanes (Vestfirðir)
Reykjanes ist eine Halbinsel mit einer gleichnamigen Siedlung in den Westfjorden von Island.
Sie liegt östlich im Ísafjarðardjúp westlich vom Fjord Ísafjörður und gehört zur Gemeinde Súðavík. (Die Stadt Ísafjörður liegt weiter westlich im Skutulsfjörður.)
Der Djúpvegur  durchquert die schmale Landzunge von Süd nach Nord überquert auf Dämmen und einer Brücke den Reykjarfjörður.
Zur Siedlung im Norden der etwa 5 km langen Halbinsel gehörte zwischen 1934 und 1991 die Bezirksschule und bis 1996 ein Kindergarten.
Die Gebäude werden jetzt als ein ganzjährig geöffnetes Hotel genutzt.
In dem Gebiet gibt es heiße Quellen mit dem Gebäude beheizt.
Auch das inzwischen 100 Jahre alte 50 × 12,5 m Freibad wird durch die Quellen beheizt.
Südlich vom Ort liegt der Flugplatz Reykjanes.

## Geschichte
In den Jahren 1774 bis 1793 gewann man in Reykjanes Salz aus dem Meerwasser.
Zwischen 1933 und 1938 wurde vom Deutschen Ernst Fresenius die natürlich vorhandene Wärme für den Obst- und Gemüseanbau genutzt.